# USS Tripoli (LHA-7)
Pour les autres navires du même nom, voir USS Tripoli.
L'USS Tripoli (LHA-7) est le second porte-hélicoptères d'assaut de la classe America de l'United States Navy qui doit compter à terme onze bâtiments pour remplacer ceux de la classe Tarawa et de la classe Wasp. Il s'agit du troisième bâtiment de la Navy à porter le nom de Tripoli, en souvenir de la bataille de Derna durant la guerre de Tripoli en 1805.

## Historique

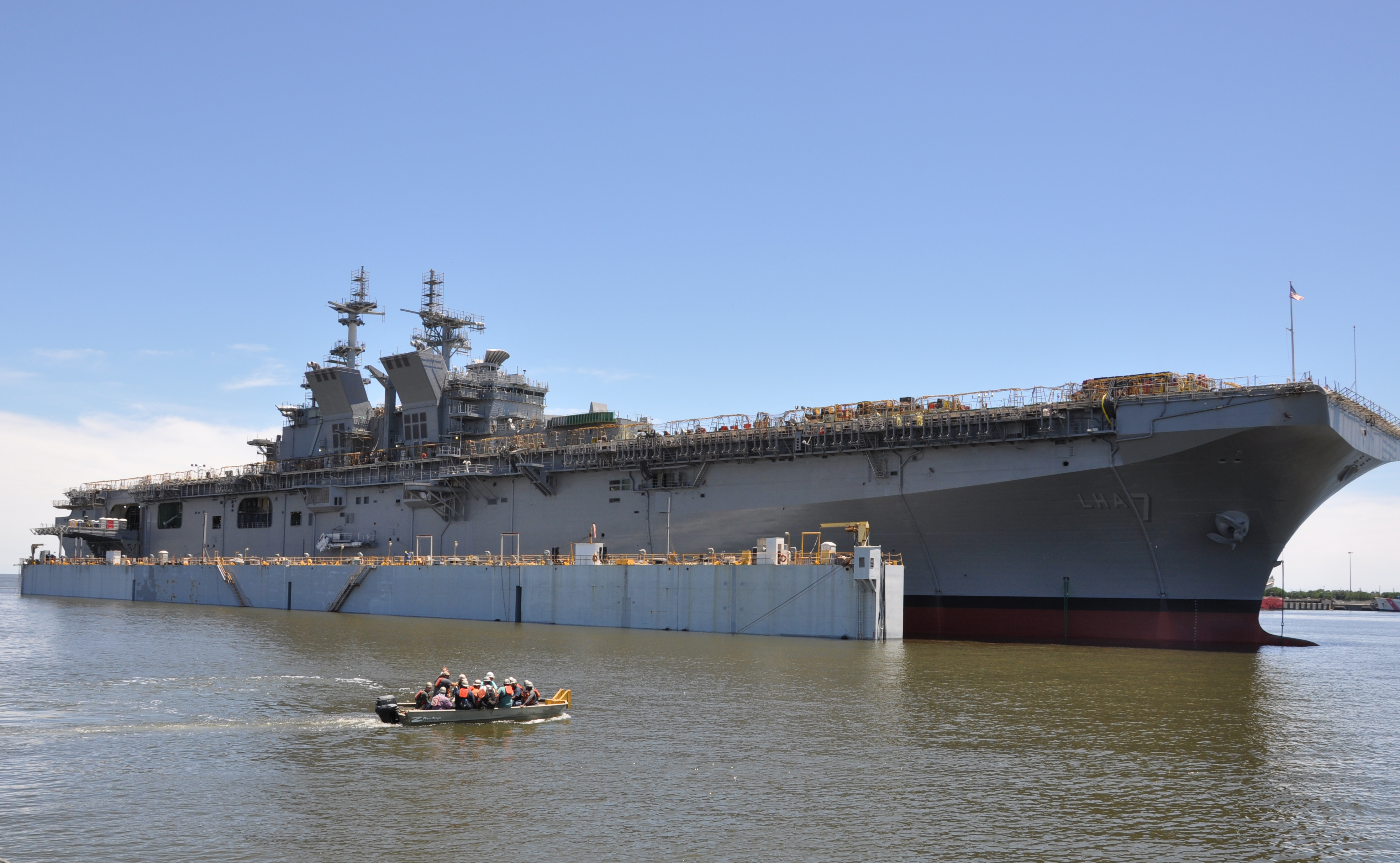
L'USS Tripoli lors de son lancement le 1er mai 2017.

La quille de l'USS Tripoli est posée le 22 juin 2014 aux chantier naval Ingalls de Pascagoula, dans le Mississippi aux États-Unis. Sa mise à l'eau est réalisée en mai 2017.
Ses essais d'acceptation par la marine américaine – réalisées dans le golfe du Mexique – sont achevés en octobre 2019. Il est livré le 2 février 2020 et a comme premier port d'attache la base navale de San Diego où il arrive le 18 septembre 2020.

## Caractéristiques et armement
Contrairement à ses prédécesseurs, l'USS Tripoli (tout comme l'USS America) ne possède pas de radier et ne peut donc emporter de chalands de débarquement ou d'hydroglisseurs, ce qui limite ses capacités de projection à terre.
Il peut opérer des F-35B depuis 2021.

## Carrière opérationnelle
Depuis 2019, l'US Navy teste le concept de Lightning Carrier similaire au Sea Control Ship. Après plusieurs essais sur la composition de son groupe aérien, le Tripoli embarque en 2022 vingt chasseurs  F-35B.